# الغزو التركي لقبرص (1974)
التدخل العسكري التركي في قبرص (باليونانية: Τουρκική εισβολή στην Κύπρο)، و(بالتركية: Kıbrıs Barış Harekâtı عملية السلام القبرصية) حسب تصريحهم الرسمي، واسم العملية الذي وضعته تركيا هو عملية أتيلا (بالتركية: Atilla Harekâtı)، كانت هذه العملية غزوًا عسكريًّا تركيًّا لدولة قبرص الجزرية، وقد بدأ التدخل في 20 يوليو 1974 في أعقاب الانقلاب القبرصي في 15 يوليو 1974.
حدث الانقلاب بأمر من المجلس العسكري في اليونان، وقام به الحرس الوطني القبرصي بالاشتراك مع المنظمة الوطنية للمقاتلين القبارصة منظمة إيوكا-ب، فأطاحوا بالرئيس القبرصي رئيس الأساقفة مكاريوس الثالث، وتنصيب نيكوس سامبسون رئيسًا. كان الهدف من الانقلاب توحيد قبرص واليونان (إنوسيس) وإعلان جمهورية قبرص اليونانية.
غزت القوات التركية قبرص في 20 يوليو 1974، واستولت على %3 من الجزيرة قبل إعلان وقف إطلاق النار، وانهار المجلس العسكري اليوناني وحلَّ محلَّه حكومة ديمقراطية. وفي أغسطس 1974 أدَّى غزو تركي آخر إلى الاستيلاء على نحو %37 من الجزيرة، وأصبح خط وقف النار بدءًا من أغسطس 1974 منطقةً عازلةً تابعة للأمم المتحدة في قبرص ويُشار إليه عادة باسم الخط الأخضر.
طُرد نحو 150 ألف شخص (يشكلون أكثر من ربع مجموع سكان قبرص، وثلث سكانها القبارصة اليونانيين) من الجزء الشمالي المحتل من الجزيرة، حيث يشكل القبارصة اليونانيون %80 من السكان، ولاحقًا في عام 1975، أي بعد أكثر من عام بقليل، نزح نحو 60 ألف قبرصي تركي من الجنوب إلى الشمال، انتهى الغزو التركي بتقسيم قبرص على طول الخط الأخضر الذي تراقبه الأمم المتحدة، والذي ما يزال يقسِّم قبرص وتشكيل إدارة قبرصية تركية مستقلة في الشمال.
أعلنت جمهورية شمال قبرص التركية استقلالها في 1983، ولا تزال تركيا هي البلد الوحيد الذي يعترف بها. يعتبر المجتمع الدولي "إقليم جمهورية شمال قبرص التركية إقليمًا تابعاً للجمهورية القبرصية تحت الاحتلال التركي". يُعتبر "الاحتلال التركي" غير قانوني بموجب "القانون الدولي"،" ويُعد احتلالًا لأراضي الاتحاد الأوروبي منذ أن أصبحت قبرص عضوًا فيه".

## الخلفية

### الحكم العثماني والبريطاني
فتح العثمانيون جزيرة قبرص في 1571 بعد الحرب العثمانية البندقية (1570-1573)، وبعد 300 سنة من الحكم العثماني، أجر العثمانيون الجزيرة لبريطانيا بموجب اتفاقية قبرص؛ وهو اتفاق أُبرم بينهما في مؤتمر برلين سنة 1878. ضمت بريطانيا قبرص رسميًا (مع مصر والسودان) في 5 نوفمبر 1914 ردًا على قرار انضمام الدولة العثمانية في الحرب العالمية الأولى إلى جانب قوى المركز ضدها، ثم أعلنت بعدها أن الجزيرة أصبحت مستعمرةً تابعة للتاج البريطاني وعرفت باسم قبرص البريطانية. كانت المادة 20 من معاهدة لوزان في 1923 إيذانًا بانتهاء المطالبة التركية بالجزيرة، وأعطت المادة 21 من المعاهدة للمواطنين الأتراك المقيمين في قبرص الخيار بين مغادرة الجزيرة في غضون عامين أو البقاء فيها بصفتهم رعايا بريطانيين.
في ذلك الوقت، كان سكان قبرص يتألف من يونانيين وأتراك ممن حافظ على هوية موطنه الأصلي، لكن نخبة كلا الجماعتين تشاركت الاعتقاد أنها الأكثر انفتاحًا اجتماعيًا (الأفضل تعليمًا والأقل تحفظًا) ما جعلهم يعتقدون أنهم مميزون عن باقي سكان البر الرئيسي. عاش القبارصة الأتراك واليونانيون جنبًا إلى جنب وبهدوء لسنوات عديدة.
بصورة عامة، يُمكن تحميل ثلاث قوى رئيسة مسؤولية تحويل جماعتين إثنيتين إلى جماعتين قوميتين: التعليم والممارسات الاستعمارية البريطانية والتعاليم الدينية الجزرية المصاحبة للتنمية الاقتصادية. ربما كان التعليم الرسمي هو الأهم لأنه أثَّر على القبارصة في أثناء الطفولة والشباب؛ فكان التعليم وسيلةً رئيسيةً لنقل العداء بين الجماعات المختلفة.
شجعت السياسات الاستعمارية البريطانية الاستقطاب الإثني امتثالا بمبدأ «فرق تسد»، محرضةً المجموعتين ضد بعضهما البعض درءًا للتعاون المشترك ضد الحكم الاستعماري، ومثال ذلك: عندما تمرّد القبارصة اليونانيون في خمسينيات القرن العشرين، زاد المكتب الاستعماري أعداد الشرطة المساعدة (التي تألفت من القبارصة الأتراك)، وفي سبتمبر 1955، أُنشأ المكتب المحمية المتنقلة الخاصة التي تألفت من القبارصة الأتراك حصرًا لقمع منظمة إيوكا، وساهمت هذه الممارسات وشبيهاتها في العداوة بين الجماعتين.
رغم أن التنمية الاقتصادية وزيادة التعليم قللتا من الخصائص الدينية الصريحة للطائفتين، زاد نمو القومية في الأرضين من أهمية الاختلافات الأخرى، وكانت القومية التركية في صميم البرنامج الثوري الذي روَّج له مصطفى كمال أتاتورك، مؤسس تركيا الحديثة (1881-1938)، وأثَّر على القبارصة الأتراك الذين اتبعوا مبادئه. حاول أتاتورك؛ رئيس جمهورية تركيا من 1923 إلى 1938، بناء أمة جديدة على أنقاض الدولة العثمانية، ووضع برنامج «المبادئ الستة» أو («السهام الستة») لتحقيق بذلك.
قللت المبادئ العلمانية (اللائكية) والقومية من دور الإسلام في الحياة اليومية للأفراد، وركزت على الهوية التركية كونها مصدر القومية، واستعيض عن التعليم التقليدي القائم على أساس ديني بتعليم يتّبِع المبادئ العلمانية، وكان التعليم الجديد تركيًّا بحتًا وبعيدًا عن التأثيرات العربية والفارسية، وسرعان ما اعتمد القبارصة الأتراك البرنامج العلماني للقومية التركية.
صُنِّف القبارصة الأتراك مسلمين في ظل الحكم العثماني، وهو تمييز قائم على أساس الدين، ولكون برنامج أتاتورك علمانيًا بالكامل، فقد جعل الهوية التركية الاعتبار الأسمى، وربما عزز ذلك انقسامهم عن جيرانهم القبارصة اليونانيين.

### عقد 1950
في بداية خمسينيات القرن العشرين، شُكلت مجموعة قومية يونانية سُميت المنظمة الوطنية للمقاتلين القبارصة أو (منظمة إيوكا) وكان هدفها طرد البريطانيين من الجزيرة أولًا، ثم ضم قبرص إلى اليونان. أعربت إيوكا عن رغبتها في إزالة جميع العقبات من طريقها للاستقلال أو الاتحاد مع اليونان.
بدأت أول محادثات سرية لإيوكا برئاسة الأسقف مكاريوس الثالث في أثينا في 2 يوليو 1952، وفي أعقاب ذلك تأسس «مجلس الثورة» في 7 مارس 1953، وفي بداية 1954 بدأ ورود شحنات سرية من الأسلحة إلى قبرص تحت أنظار الحكومة اليونانية، ونزل العقيد جورجيوس جريفاس وهو ضابط سابق في الجيش اليوناني الجزيرة في 9 نوفمبر 1954، وبدأ بشن حملة إيوكا ضد القوات البريطانية.
كان أول تركي قتلته أيوكا في 21 يونيو عام 1955 شرطيًا، وقتلت أيضًا قبارصةً يونانيين يساريين. وبعد شغب اسطنبول في سبتمبر 1955، بدأت إيوكا حربها ضد القبارصة الأتراك. وبعد عام واحد، جددت منظمة إيوكا محاولاتها لتحقيق الاتحاد بين قبرص واليونان، لكن القوات البريطانية جندت القبارصة الأتراك في الشرطة لمحاربتهم. ولتخفيف ضغط الجيش البريطاني على مواقعهم في الجبال، قامت المنظمة في يناير 1957 باستهداف وقتل الشرطة القبرصية التركية عن عمد لإثارة أعمال شغب للقبارصة الأتراك في نيقوسيا، مما أدى إلى تحويل انتباه الجيش البريطاني بعيدًا عنهم. وفي أعمال الشغب قُتل ما لا يقل عن قبرصي يوناني واحد.
تم تشكيل منظمة المقاومة التركية (TMT) لتكون في البداية مبادرة محلية لمنع الاتحاد مع اليونان الذي اعتبره القبارصة الأتراك تهديدًا وجوديًا لأن أتراك كريت نزحوا من جزيرتهم كريت بمجرد تحقيق الإينوسيس مع اليونان. ولاحقًا دعمت الحكومة التركية ونظمت تلك المنظمة بشكل مباشر، وأعلنت TMT الحرب على المتمردين القبارصة اليونانيين أيضًا.
في 12 يونيو 1958 قتلت منظمة TMT ثمانية من القبارصة اليونانيين من قرية كونديمينوس ألقت الشرطة البريطانية القبض عليهم للإشتباه بأنهم جزء من مجموعة مسلحة كانت تخطط لشن هجوم على حي سكايلورا القبرصي التركي، بالقرب من قرية قونيلي المأهولة بالقبارصة الأتراك، بعد أن أنزلتهم السلطات البريطانية هناك. كما بدأت سلسلة اغتيالات طالت من أنصار الاستقلال القبارصة الأتراك البارزين. وفي العام التالي بعد إبرام اتفاقيات الاستقلال بشأن قبرص، أرسلت البحرية التركية سفينة محملة بالكامل بالأسلحة إلى قبرص من أجل TMT. تم إيقاف السفينة وتم القبض على الطاقم متلبساً في حادثة «دينيز» سيئة السمعة.

### 1960–1963

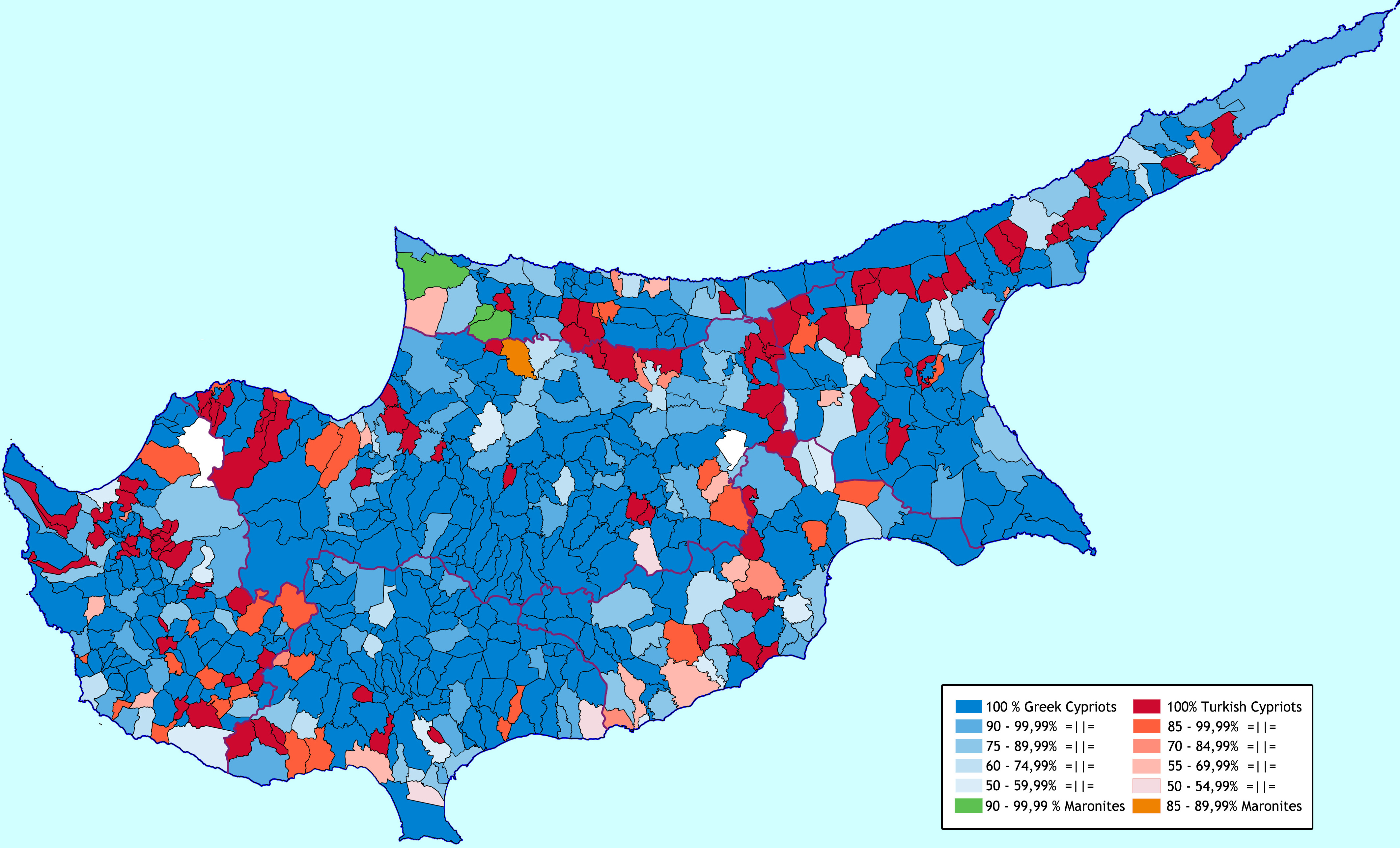
خريطة للعرقيات في قبرص حسب تعداد 1960.

استمر الحكم البريطاني حتى عام 1960 عندما تم إعلان الجزيرة دولة مستقلة بموجب اتفاقيات لندن وزيورخ. وقد وضع الاتفاق الأساس لجمهورية قبرص من قبل الطائفتين القبرصية التركية والقبارصة اليونانيين، على الرغم من أن الجمهورية كان يُنظر إليها على أنها حل وسط ضروري بين الطائفتين المترددين.
ثبت أن دستور جمهورية قبرص 1960 غير عملي، ولكنه استمر لثلاث سنوات. أراد القبارصة اليونانيون إنهاء المجالس البلدية القبرصية التركية المنفصلة التي سمح بها البريطانيون في 1958، والتي خضعت للمراجعة بموجب اتفاقيات 1960. فكان العديد من القبارصة اليونانيين يخشون أن تلك البلديات هي المرحلة الأولى على طريق التقسيم، فأرادوا الاندماج مع اليونان، بينما أراد القبارصة الأتراك التقسيم بين اليونان وتركيا. وكذلك استاء القبارصة اليونانيين من نيل القبارصة الأتراك على نصيب أكبر في المناصب الحكومية يفوق نصيب سكانهم المطلوب. ووفقًا للدستور تم تخصيص 30٪ من وظائف الخدمة المدنية للجالية التركية على الرغم من كونهم 18.3٪ فقط من السكان. بالإضافة إلى ذلك، تم تخصيص منصب نائب الرئيس للشعب التركي، وتم منح كل من الرئيس ونائب الرئيس حق النقض (الفيتو) على القضايا الحاسمة.

### 1963–1974
في ديسمبر 1963 اقترح رئيس الجمهورية مكاريوس ثلاثة عشر تعديلاً دستوريًا بعد عرقلة الحكومة من قبل المشرعين القبارصة الأتراك. شعرت قيادة القبارصة اليونانيين بالإحباط من هذا المأزق واعتقادها بأن الدستور يحول دون ضمهم إلى اليونان (الإنوسيس)، ورأت أن الحقوق الممنوحة للقبارصة الأتراك بموجب دستور 1960 كانت واسعة للغاية، فظهرت خطة أكريتاس التي تهدف إلى تعديل الدستور لصالح القبارصة اليونانيين، ولإقناع المجتمع الدولي بصحة التغييرات وإخضاع القبارصة الأتراك بعنف في غضون أيام قليلة إذا لم يقبلوا الخطة. وتشمل التعديلات تخلي المجتمع التركي عن العديد من وسائل الحماية التي يتمتع بها كأقلية، بما في ذلك تعديل الحصص العرقية في الحكومة وإلغاء حق النقض الرئاسي ونائب الرئيس.
رفض الجانب التركي تلك التعديلات وترك التمثيل التركي الحكومي، رغم وجود خلاف حول تركهم، هل كان خروجًا احتجاجًا أم أن الحرس الوطني رفض دخولهم. انهار دستور 1960 واندلع العنف الطائفي في 21 ديسمبر 1963 عندما قُتل اثنان من القبارصة الأتراك في حادثة تورطت فيها الشرطة القبرصية اليونانية. أرادت تركيا والمملكة المتحدة واليونان الضامنون لاتفاقيتي زيورخ ولندن التي أدت إلى استقلال قبرص، إرسال قوة تابعة لحلف شمال الأطلسي إلى الجزيرة تحت قيادة الجنرال بيتر يونغ.
أصدر كل من الرئيس مكاريوس والدكتور كوجوك دعوات للسلام، لكن تم تجاهلها. في هذه الأثناء في غضون أسبوع من اندلاع العنف تحركت وحدة الجيش التركي من ثكناتها واستولت على أكثر المواقع الاستراتيجية في الجزيرة عبر طريق نيقوسيا إلى كيرينيا، وهو شريان تاريخي للجزيرة. واستمرت سيطرتها عليه حتى 1974، وكان في ذلك الوقت حلقة وصل مهمة في الغزو العسكري التركي. ومن 1963 حتى وقت الغزو التركي في 20 يوليو 1974 كان القبارصة اليونانيون ممن يريد استخدام الطريق، لا يمكنهم فعل ذلك إلا برفقة قافلة تابعة للأمم المتحدة.
واحتجز 700 تركي من سكان شمال نيقوسيا رهائن وبينهم نساء وأطفال. أسفر العنف عن مقتل 364 تركيًا و 174 قبرصيًا يونانيًا، وتدمير 109 قرى قبرصية تركية أو قرى مختلطة وتشريد 25,000 إلى 30,000 قبرصي تركي. ووصفتها صحيفة ديلي تلغراف البريطانية فيما بعد بأنها «مذبحة معادية للأتراك».
بعد ذلك طرحت تركيا مرة أخرى فكرة التقسيم. فالقتال المكثف حول المناطق الخاضعة لسيطرة مليشيات القبارصة الأتراك، والفشل في تطبيق الدستور كان مبررًا لغزو تركي محتمل. كانت تركيا على وشك الغزو قبل تصريح الرئيس الأمريكي جونسون في رسالته المؤرخة 5 يونيو 1964، بأن الولايات المتحدة ضد أي غزو محتمل، وصرح بأنه لن يساعد تركيا إذا أدى غزو قبرص إلى صراع مع الاتحاد السوفيتي. وبعد شهر في إطار خطة أعدها وزير الخارجية الأمريكي دين راسك بدأت المفاوضات مع اليونان وتركيا.
نتج عن الأزمة نهاية تدخل القبارصة الأتراك في الإدارة وادعائهم أنها فقدت شرعيتها؛ لا تزال طبيعة هذا الحدث مثيرة للجدل. ففي بعض المناطق منع القبارصة اليونانيون القبارصة الأتراك من السفر ودخول المباني الحكومية، بينما رفض بعض القبارصة الأتراك الانسحاب طواعية بسبب نداءات الإدارة القبرصية التركية. بدأوا العيش في جيوب في مناطق مختلفة تحت حماية مباشرة من تركيا، ولكن بحصار من الحرس الوطني. بدأ مكاريوس بتغيير هيكل الجمهورية من طرف واحد، وجرى تقسيم نيقوسيا بواسطة الخط الأخضر، مع نشر قوة الأمم المتحدة لحفظ السلام في قبرص. رداً على ذلك أصبحت حركتهم والوصول إلى الإمدادات الأساسية أكثر تقييدًا من قبل القوات اليونانية.
اندلع القتال مرة أخرى في 1967 حيث طالب القبارصة الأتراك بالمزيد من حرية الحركة. ومرة أخرى لم تتم تسوية الوضع حتى هددت تركيا بالغزو لحماية السكان الأتراك من التطهير العرقي من القوات القبرصية اليونانية. لتجنب ذلك تم التوصل إلى حل وسط لإجبار اليونان على سحب بعض قواتها من الجزيرة؛ واجبار جورجيوس غريفاس زعيم EOKA على مغادرة قبرص، وأن ترفع حكومة قبرص بعض القيود المفروضة على الحركة والوصول إلى الإمدادات من السكان الأتراك.

## الانقلاب العسكري اليوناني والإنزال التركي

### الانقلاب العسكري اليوناني في يوليو 1974
في ربيع 1974 اكتشفت المخابرات القبرصية اليونانية أن منظمة إيوكا-ب كان يخطط لانقلاب ضد الرئيس مكاريوس برعاية المجلس العسكري لأثينا. وهو المجلس العسكري الذي وصل إلى السلطة بطريق انقلاب عسكري في أثينا سنة 1967. وفي خريف 1973 بعد انتفاضة الطلاب في 17 نوفمبر، كان هناك انقلاب آخر في أثينا حيث تم استبدال المجلس العسكري اليوناني الأصلي بآخر يرأسه رئيس الشرطة العسكرية العميد يوانيدس، على الرغم من أن الرئيس الفعلي كان الجنرال فايدون جيزيكيس. اعتقد يوانيدس أن مكاريوس لم يعد مؤيدًا حقيقيًا للإنوسيس، واشتبه في أنه متعاطف مع الشيوعية. أدى هذا إلى قيام إيوانيدس بدعم منظمة إيوكا-ب والحرس الوطني أثناء محاولتهم الانقلابية لخلع مكاريوس.
في 2 يوليو 1974 كتب مكاريوس رسالة مفتوحة إلى الرئيس جيزيكيس يشكو فيه بصراحة من أن "كوادر النظام العسكري اليوناني تدعم وتوجه أنشطة منظمة إيوكا-ب الإرهابية. كما أمر اليونان بإزالة 600 ضابط يوناني في الحرس الوطني القبرصي من قبرص. فكان رد الحكومة اليونانية الفوري هو الأمر بالموافقة على الانقلاب. وفي 15 يوليو 1974 أطاحت أقسام من الحرس الوطني القبرصي بقيادة ضباطها اليونانيين بالحكومة.
نجا مكاريوس بصعوبة من الموت في الهجوم. هرب من القصر الرئاسي من بابه الخلفي وتوجه إلى بافوس، حيث تمكن البريطانيون من أخذه بواسطة طائرة هليكوبتر ويستلاند ويرلويند بعد ظهر يوم 16 يوليو ونقله من أكروتيري إلى مالطا في طائرة نقل أرمسترونج ويتوورث أرغوسي تابعة لسلاح الجو الملكي ومن هناك إلى لندن بواسطة دي هافيلاند كومت في صباح اليوم التالي.
في غضون ذلك تم إعلان نيكوس سامبسون رئيسًا مؤقتًا للحكومة الجديدة. كان سامبسون مقاتلًا قوميًا متطرفًا ومؤيدًا لإنوسيس وكان معروفًا بمناهضته المتعصبة للأتراك وشارك في أعمال عنف ضد المدنيين الأتراك في نزاعات سابقة.
استولى نظام سامبسون على المحطات الإذاعية وأعلن مقتل مكاريوس؛ لكن مكاريوس الذي كان آمنًا في لندن سرعان ما تمكن من مواجهة هذه التقارير. ولم يتأثر القبارصة الأتراك بالانقلاب على مكاريوس. أحد الأسباب هو أن يوانيدس لم يرغب في إثارة رد فعل تركي.

### ردة الفعل على الانقلاب
علمت وزارة الخارجية التركية صباح 15 يوليو 1974 خبر الانقلاب في قبرص برسالة مشفرة أرسلتها سفارتها في نيقوسيا. فقيمت خطورة الوضع بأنه يتطلب تدخلًا عسكريًا من تركيا. فنقل مسؤولو الشؤون الخارجية هذه الأفكار والخطط إلى السفارتين البريطانية والأمريكية في أنقرة في 16 يوليو. فاجتمع رئيس الوزراء بولنت أجاويد مع رؤساء أحزاب المعارضة لما يقرب من ثلاث ساعات في 16 يوليو 1974، ثم ذهب بعدها إلى لندن في اليوم التالي لمناقشة الأمر. أرسل وزير الخارجية الأمريكي هنري كيسنجر جوزيف سيسكو إلى لندن لمحاولة التوسط في الصراع. فعقد الوفد التركي اجتماعًا مع رئيس الوزراء البريطاني هارولد ويلسون ثم اجتماعا منفصلًا مع وزير الخارجية البريطاني جيمس كالاهان وجوزيف سيسكو لمناقشة قضية قبرص. وأصدرت تركيا قائمة مطالب إلى اليونان عبر مفاوض أمريكي. وشملت هذه المطالب الإبعاد الفوري لنيكوس سامبسون وسحب 650 ضابطا يونانيا من الحرس الوطني القبرصي وقبول القوات التركية لحماية سكانها، وحقوق متساوية لكلا الشعبين وإمكانية وصول القبارصة الأتراك إلى البحر من الساحل الشمالي. ثم طلب رئيس الوزراء بولنت أجاويد المملكة المتحدة بصفتها دولة موقعة على معاهدة الضمان لاتخاذ إجراءات لإعادة قبرص إلى وضعها المحايد. رفضت المملكة المتحدة هذا العرض ورفضت السماح لتركيا باستخدام قواعدها في قبرص كجزء من العملية. ولم تتوصل إنجلترا والولايات المتحدة إلى حل القضية مع تركيا. في غضون ذلك عقد نائب رئيس الوزراء نجم الدين أربكان ووزير المالية دنيز بايكال اجتماعا مع رؤساء أحزاب المعارضة في تركيا. في نهاية الاجتماع ورد أن جميع رؤساء أحزاب المعارضة أيدوا تصميم الحكومة ودعموها.
عاد الوفد التركي من لندن الساعة 20:30 مساء 18 يوليو 1974. عندما وصل رئيس الوزراء بولنت أجاويد إلى أنقرة الساعة 02:00 يوم 19 يوليو عقد اجتماعا مع قادة هيئة الأركان العامة، حيث حدد الغرض من العملية واسمها «عملية السلام». بعد اجتماع هيئة الأركان العامة انعقد مجلس الوزراء وقرر بالإجماع التدخل في قبرص. تم تسليم القرار الكتابي لمجلس الوزراء إلى رئيس الأركان العامة في صباح يوم 19 يوليو 1974.
وفقًا للدبلوماسي الأمريكي جيمس سبين في عشية الغزو التركي بعث الرئيس الأمريكي ريتشارد نيكسون رسالة إلى بولنت أجاويد لم تذكرنا فقط برسالة ليندون جونسون إلى عصمت إينونو في أزمة قبرص 1963–1964 ولكن أقسى. ومع ذلك لم تصل رسالة نيكسون أبدًا إلى يد رئيس الوزراء التركي ولم يسمع عنها أحد من قبل.

### الاستعدادات
بعد انقلاب سامبسون في قبرص تمت الاستعدادات العسكرية إلى جانب الأنشطة السياسية والدبلوماسية؛ وبدأت هيئة الأركان العامة العمل على الخطط التي تم إعدادها وتطويرها منذ 1964، ووضعت الوحدات المتخصصة في حالة تأهب. وفي إطار تلك الاستعدادات تم بناء الوحدات البرية للجيش التركي ووحدات الدعم القتالي والإداري، والتي يمكنها المشاركة في العملية في وحول منطقة مرسين-تاشوجو. بينما كانت القوات البحرية والجوية تنفذ الاستعدادات للحرب، واصلت عمليات الاستطلاع والدوريات في وحول مثلث مرسين-تاشوجو-قبرص بالتوازي. بينما كان الجيش التركي يستعد ضد قبرص في الجنوب، اتخذ أيضًا احتياطات ضد حرب يونانية محتملة في الغرب. انتقلت وحدات الفيلق الثاني والخامس في تراقيا إلى الحدود اليونانية. أخذ جيش بحر إيجة في غرب الأناضول مكانه في الحملة. فتحت البحرية على بحر إيجة والبحر الأبيض المتوسط، ووضعت بعض السفن المدنية تحت قيادة الجيش.
وبعد عودة الوفد التركي من لندن دون نتيجة إيجابية، تمت مراجعة الاستعدادات في الاجتماع الذي عقد في هيئة الأركان. كان الجيش جاهزًا للقتال صباح يوم السبت 20 يوليو 1974 كما تم الاتفاق مسبقًا. غادر إسطول الإنزال التركي من مرسين إلى الغرب من كيرينيا صباح يوم 19 يوليو الساعة 11:30 صباحًا. وأبحر أسطول إنزال وهمي مكون من ست سفن تجارية تركية فارغة باتجاه فاماغوستا.
وفي أنقرة وإسطنبول وتكيرداغ وقرقلر إيلي وأدرنة وجنق قلعة وبالق أسير ومانيسا وإزمير وآيدن وموغلا وأضنة ومرسين وهاتاي، نظرًا لظهور وضع يتطلب الحرب تم إلغاء الدستور لفترة من الزمن. شهر واحد ابتداءً من الساعة 07.00 صباح يوم 20 يوليو. وأعلنت الأحكام العرفية بناءً على أحكام المادة 12 من القانون المدني التركي.

### الإنزال التركي الأول وانهيار المجلس العسكري اليوناني

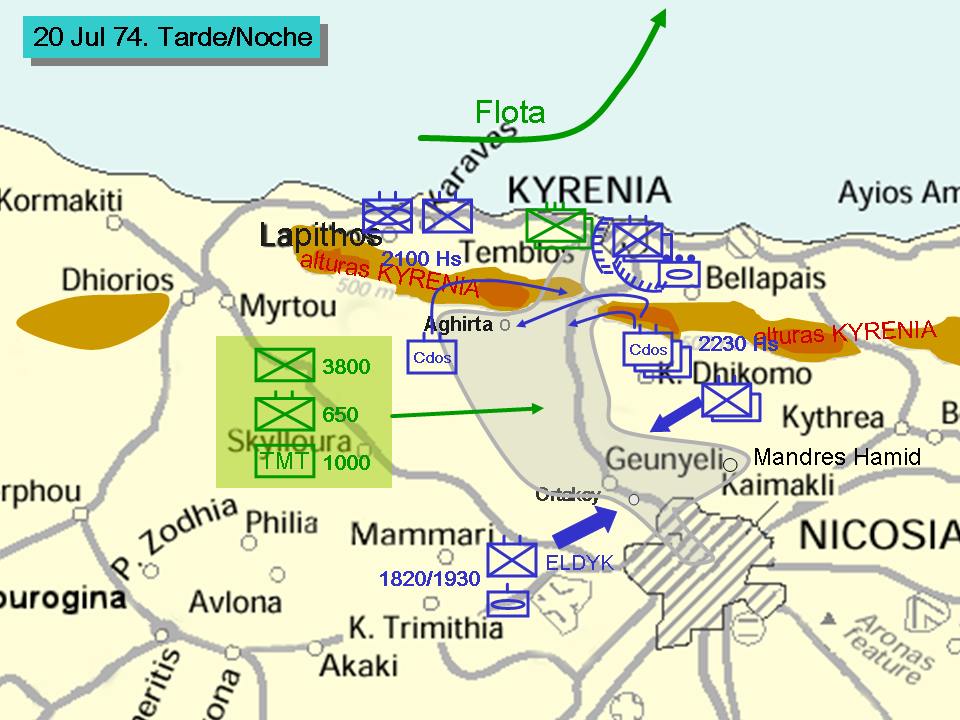
موقع القوات التركية في الساعات المتأخرة من يوم 20 يوليو 1974.

تدخلت القوات التركية في قبرص يوم السبت 20 يوليو 1974. فنزلت قبيل الفجر في كيرينيا (جيرن) على الساحل الشمالي لتواجه مقاومة من القوات اليونانية والقبارصة اليونانية. وقالت أنقرة إنه من حقها بموجب معاهدة الضمان لحماية القبارصة الأتراك وضمان استقلال قبرص. وحتى صدور بيان لمجلس الأمن التابع للأمم المتحدة لوقف لإطلاق النار في 22 يوليو، كانت القوات التركية تحكم مسارًا ضيقًا بين كيرينيا ونيقوسيا أو 3٪ من أراضي قبرص، حيث نجحوا في توسيعه منتهكين بذلك وقف إطلاق النار المطلوب في القرار 353.
وفي 20 يوليو استسلم سكان الجيب القبرصي التركي في ليماسول البالغ عددهم 10 آلاف نسمة للحرس الوطني القبرصي. وبعدها وبحسب روايات شهود عيان من القبارصة الأتراك والقبارصة اليونانيين، فقد تم حرق الحي القبرصي التركي واغتصاب النساء وإطلاق النار على الأطفال. واحتجز 1300 قبرصي تركي في معسكر اعتقال بعد ذلك. تعرض جيب فاماغوستا للقصف واحتلت القوات القبرصية اليونانية بلدة ليفكا القبرصية التركية.
وفي اليوم الثاني للعملية أطلق اليونانيون عملية لمنع توحيد وحدات المظليين مع الوحدات البحرية وتدميرها. وأثناء الحرب على الجزيرة أغرقت الطائرات التركية المدمرة كوكاتيب التركية بسبب ضعف الاتصالات والتنسيق، وتوفي 54 جنديًا. وبعد تلك الحادثة أرسلت باكستان مستشفى متنقل؛ في حين أرسلت إيران وليبيا مستشفيات متنقلة وإمدادات طبية، وأعلنت ليبيا أنها مستعدة لتقديم جميع أنواع المساعدة، وخاصة قطع الغيار إلى تركيا، وبعد ذلك لبت ليبيا احتياجات قطع الغيار الضرورية لتركيا.
ووفقًا للجنة الدولية للصليب الأحمر فإن أسرى الحرب الذين تم أسرهم في هذه المرحلة وقبل الغزو الثاني يشملون 385 قبرصيًا يونانيًا في أضنة و 63 قبرصيًا يونانيًا في سجن سراي و 3268 قبرصيًا تركيًا في معسكرات مختلفة في قبرص.
وفي ليلة 22 يوليو 1974 نقلت كتيبة من الكوماندوز اليوناني إلى نيقوسيا من جزيرة كريت في عملية نقل جوي سرية.
في 23 يوليو 1974 انهار المجلس العسكري اليوناني بسبب فشله في قبرص. بدأ القادة السياسيون اليونانيون في المنفى بالعودة إلى البلاد. وفي 24 يوليو عاد قسطنطين كرامنليس من باريس وأدى اليمين ليكون رئيسًا للوزراء. وقد منع اليونان من دخول الحرب، وهو عمل تعرض لانتقادات شديدة واعتبروه خيانة. بعد فترة وجيزة من تخلي نيكوس سامبسون عن الرئاسة تولى غلافكوس كليريدس القائم بأعمال الرئيس مؤقتًا.

### محادثات جنيف والإنزال التركي الثاني

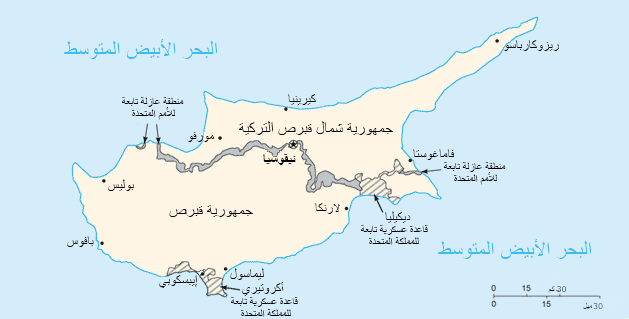
خريطة تظهر تقسيم قبرص

وفقًا للمادة 5 من قرار مجلس الأمن التابع للأمم المتحدة رقم 353، طُلب من تركيا واليونان وإنجلترا أن تبدأ المفاوضات فورًا لإعادة تأسيس النظام الدستوري في قبرص. عُقدت الجولة الأولى من محادثات السلام في جنيف سويسرا بين 25 و 30 يوليو 1974، هناك أصدروا إعلانًا بعدم تمديد منطقة الاحتلال التركي، وضرورة إخراج اليونانيين من الجيوب التركية على الفور، وأنه ينبغي عقد مؤتمر آخر في جنيف مع الطائفتين القبرصيتين الحاضرتين لاستعادة السلام وإعادة تمكين حكومة دستورية. قبل ذلك قدموا ملاحظتين: واحدة تؤيد دستور 1960، والأخرى يبدو أنها تتخلى عنه. ودعوا نائب رئيس قبرص التركي إلى استئناف مهامه، لكنهم أشاروا أيضًا إلى «وجود إدارتين مستقلتين عمليًا، إدارة مجتمع القبارصة اليونانيين ومجتمع القبارصة الأتراك». واتفقوا أيضًا على مناقشة المشاكل الناشئة عن ذلك في الاجتماعات المقبلة.
وحسب البروتوكول شاركت الدول الضامنة وممثلو الطائفتين التركية واليونانية في مؤتمر جنيف الثاني يوم 14 أغسطس 1974. وكان من المفترض أن ينسحب الجنود اليونانيون من المناطق التركية قبل المؤتمر الثاني، لكن هذا لم يحدث. بالإضافة إلى ذلك واصل اليونانيون والقبارصة اليونانيون هجماتهم على المناطق التركية واستولوا على العديد من مناطقهم؛ وكان القبارصة الأتراك محاصرين في أماكن مثل موراتاجا وأتلار وساندلار وتاسكنت.
وفي الجولة الثانية من محادثات السلام، طالبت تركيا الحكومة القبرصية بقبول خطتها لإقامة دولة فيدرالية وإعادة السكان النازحين. وعندما طلب الرئيس القبرصي بالإنابة كليريدس مهلة 36 إلى 48 ساعة للتشاور مع أثينا ومع زعماء القبارصة اليونانيين، رفض وزير الخارجية التركي تلك الفرصة على أساس أن مكاريوس وآخرين سيستخدمونها للعب بالوقت.
لذا من أجل عدم إعطاء القوات اليونانية مزيدًا من الوقت، ولضمان أمن القوات التركية والقرى التركية على رأس الأولوية، وعدم فقدان التفوق الذي اكتسبته نتيجة العملية الأولى، وافقت الحكومة التركية على إطلاق العملية الثانية في 14 أغسطس، بعد ورود أنباء عن استمرار الإبادة الجماعية في القرى التركية. وقد قال وزير الخارجية التركي توران غونيش لرئيس الوزراء بولنت أجاويد:«عندما أقول: يجب أن تذهب عائشة [عائشة ابنة توران غونيش] في إجازة، فهذا يعني أن العملية سوف تستأنف عند فشل اتفاق جنيف. حتى إذا تم التنصت على خط الهاتف، فلن يثير ذلك أي شك.» بعد ساعة ونصف من انتهاء المؤتمر دون نتيجة، اتصل توران غونيش بأجاويد وقال عبارته الرمزية. وفي 04:30 من صباح يوم 14 أغسطس 1974 أطلقت تركيا «عملية السلام الثانية»، والتي أدت في النهاية إلى الاحتلال التركي لـ 37٪ من قبرص. وصل الاحتلال التركي جنوبا حتى منطقة لوروجينا.
في هذه العملية أصبح العديد من القبارصة اليونانيين لاجئين. يقدر عدد اللاجئين بما يتراوح بين 140,000 و 160,000. ويفصل بين المجتمعين على الجزيرة خط وقف إطلاق النار 1974، ويطلق عليه اسم الخط الأخضر.
وبعد النزاع وافق ممثلو القبارصة والأمم المتحدة على نقل ما تبقى من القبارصة الأتراك البالغ عددهم 51 ألف ممن لم يتركوا منازلهم في الجنوب للاستقرار في الشمال، إذا رغبوا في ذلك.
وقد طعن مجلس الأمن التابع للأمم المتحدة في شرعية الإجراء التركي، لأن المادة الرابعة من معاهدة الضمان تمنح الحق للضامنين في اتخاذ إجراء بهدف وحيد هو إعادة الوضع إلى سابق عهده. ومع ذلك فإن تداعيات العملية التركية لم تحافظ على سيادة الجمهورية وسلامة أراضيها، ولكن كان لها تأثير معاكس: التقسيم الفعلي للجمهورية وإنشاء كيان سياسي منفصل في الشمال. وفي 13 فبراير 1975 أعلنت تركيا المناطق المحتلة من جمهورية قبرص «إدارة تركية موحدة». وتعترف الأمم المتحدة بسيادة جمهورية قبرص وفقًا لشروط استقلالها في 1960. ولا يزال الصراع يؤثر على علاقات تركيا مع قبرص واليونان والاتحاد الأوروبي.

## انتهاكات حقوق الإنسان

### ضد القبارصة اليونانيين

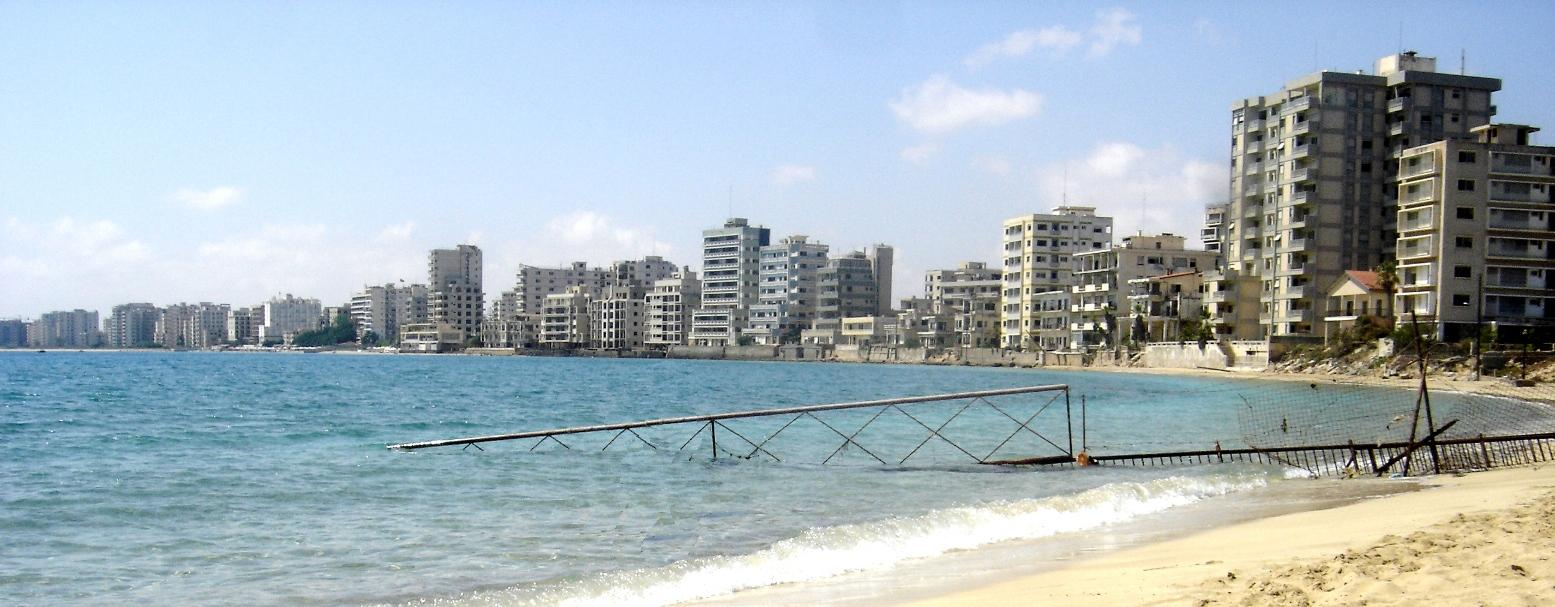
فاروشا إحدى ضواحي فاماغوستا، هجرها سكانها بعد فرارهم في 1974 ولا تزال تحت السيطرة العسكرية.

وجدت المفوضية الأوروبية لحقوق الإنسان أن تركيا مذنبة بتهمة تهجير الأشخاص وحرمانهم من الحرية والحياة والممتلكات. وتعتبر السياسة التركية المتمثلة في إجبار السكان اليونانيين في الشمال المحتل من الجزيرة على ترك منازلهم بالقوة، ومنع عودتهم وتوطين الأتراك من البر الرئيسي لتركيا، مثالاً على التطهير العرقي.
وفي سنة 1976 وأيضًا في 1983 وجدت المفوضية الأوروبية لحقوق الإنسان أن تركيا مذنبة بارتكاب انتهاكات متكررة للاتفاقية الأوروبية لحقوق الإنسان. وقد أدينت تركيا لمنع عودة اللاجئين القبارصة اليونانيين إلى ممتلكاتهم.
وتعرضت الجيوب القبرصية اليونانية في شبه جزيرة كارباس لانتهاكات من الأتراك سنة 1975، وفي 2001 عندما وجدت المحكمة الأوروبية لحقوق الإنسان أن تركيا مذنبة بانتهاك 14 مادة من الاتفاقية الأوروبية لحقوق الإنسان في دعوى قبرص ضد تركيا (الطلب رقم 25781/94). فأدانت في الحكم تركيا بانتهاك حقوق القبارصة الأتراك بالسماح بمحاكمة مدنيين أمام محاكم عسكرية.
قبلت اللجنة الأوروبية لحقوق الإنسان بأغلبية 12 صوتًا مقابل صوت واحد أدلة من جمهورية قبرص تتعلق باغتصاب العديد من النساء القبارصة اليونانيات على أيدي الجنود الأتراك وتعذيب العديد من السجناء القبارصة اليونانيين أثناء غزو الجزيرة. وبحسب ما ورد أدى ارتفاع معدل الاغتصاب إلى الإذن المؤقت بالإجهاض في قبرص من قبل الكنيسة القبرصية الأرثوذكسية المحافظة. وفقًا لبول سانت كاسيا تم استخدام الاغتصاب بشكل منهجي لتخفيف المقاومة وتطهير المناطق المدنية من خلال الخوف. كان يُنظر إلى العديد من الفظائع على أنها انتقام من الفظائع ضد القبارصة الأتراك في 1963 - 1964 والمذابح خلال الغزو الأول. وقد قيل أن العديد من الفظائع كانت عمليات قتل انتقامية، ارتكبها مقاتلون من القبارصة الأتراك يرتدون الزي العسكري، والذين ربما تم الخلط بينهم وبين الجنود الأتراك. وبحسب ما ورد في شبه جزيرة كارباس من وقوع حالات اغتصاب شملت اغتصابا جماعيا لفتيات مراهقات على أيدي جنود أتراك ورجال قبارصة أتراك في شبه الجزيرة.

### ضد القبارصة الأتراك

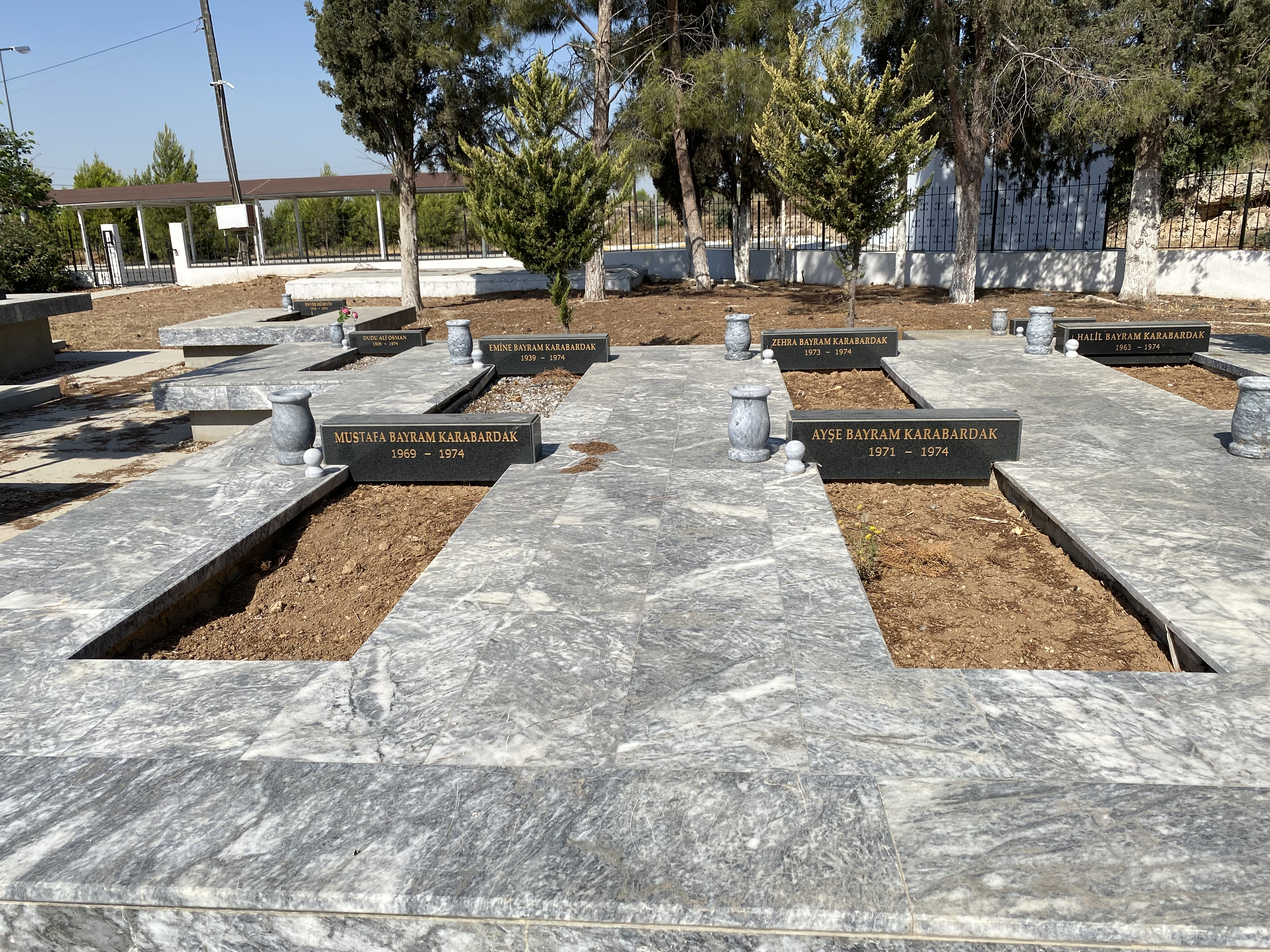
منظر من المقبرة في قرية مراثا حيث قبور ضحايا المجزرة. وفي الصورة مقبرة لعائلة تُظهر أربعة أطفال قتلوا من أسرة واحدة.

أثناء مجازر ماراثا وسانتالاريس وألودا على يد منظمة إيوكا-ب، قُتل 126 شخصًا في 14 أغسطس 1974. ووصفت الأمم المتحدة المذبحة بأنها جريمة ضد الإنسانية بقولها إنها تشكل جريمة أخرى ضد الإنسانية ارتكبها المسلحون اليونانيون والقبارصة اليونانيون. وفي مذبحة توشني قُتل 85 من القبارصة الأتراك.
غطت صحيفة واشنطن بوست خبرًا آخر عن الفظائع كتب فيها: في غارة يونانية على قرية تركية صغيرة بالقرب من ليماسول، قُتل 36 شخصًا من أصل 200 نسمة. وقال اليونانيون إنهم تلقوا أوامر بقتل سكان القرى التركية قبل وصول القوات التركية لإنقاذهم.
في ليماسول عند سقوط الجيب القبرصي التركي بيد الحرس الوطني القبرصي، أُحرق الحي القبرصي التركي واغتُصبت النساء وقتل الأطفال، وفقًا لروايات شهود عيان من القبارصة الأتراك والقبارصة اليونانيين. ثم تم نقل 1300 شخص إلى معسكر اعتقال.

### أشخاص مفقودون
اتخذت قضية الأشخاص المفقودين في قبرص منعطفًا جديدًا في صيف 2007 عندما بدأت لجنة الأشخاص المفقودين (CMP) التي ترعاها الأمم المتحدة إعادة رفات الذين تم التعرف عليهم إلى عائلاتهم.
ومع ذلك فمنذ عام 2004 اتخذت تلك القضية في قبرص منعطفًا جديدًا بعد تشكيل تلك اللجنة (CMP) وبدأت في أغسطس 2006 بتنفيذ مشروعها المتعلق باستخراج الجثث، تحديد وإعادة رفات المفقودين. تم تنفيذ المشروع بأكمله من قبل فرق من الطائفتين من القبارصة اليونانيين وعلماء القبارصة الأتراك (علماء الآثار وعلماء الأنثروبولوجيا وعلماء الوراثة) تحت المسؤولية الشاملة لمؤتمر الأطراف العامل بوصفه اجتماع الأطراف في بروتوكول كيوتو. وفي نهاية 2007 تم التعرف على 57 فردًا وأعيدت رفاتهم إلى عائلاتهم.
تؤكد قائمة الأشخاص المفقودين في جمهورية قبرص أن 83 من القبارصة الأتراك اختفوا في توشني في 14 أغسطس 1974. ونتيجة للغزو أيضًا نُقل أكثر من 2000 أسير حرب من القبارصة اليونانيين إلى تركيا واحتُجزوا في السجون التركية. لم يتم الإفراج عن بعضهم وما زالوا في عداد المفقودين. وعلى وجه الخصوص فإن اللجنة المعنية بالمفقودين في قبرص والتي تعمل تحت رعاية الأمم المتحدة مكلفة بالتحقيق في ما يقرب من 1600 حالة لأشخاص مفقودين من اليونانيين والقبارصة اليونانيين.

### تدمير الإرث الثقافي
في سنة 1989 اشتكت حكومة قبرص على تاجر فني أمريكي إلى المحكمة لإعادة أربع قطع فسيفساء بيزنطية نادرة من القرن السادس نجت من مرسوم صادر عن الإمبراطور البيزنطي يفرض تدمير جميع صور الشخصيات المقدسة. ربحت قبرص القضية واستعادت الفسيفساء. وفي أكتوبر 1997 ألقي القبض على أيدين ديكمان الذي باع الفسيفساء في ألمانيا في مداهمة للشرطة ووجد عنده مخبأ يتكون من الفسيفساء واللوحات الجدارية والأيقونات التي يعود تاريخها إلى القرنين السادس والثاني عشر والخامس عشر، وتبلغ قيمتها أكثر من 50 مليون دولار. والفسيفساء التي تصور القديسين تداوس وتوما هما قطعتان آخريان في محراب كنيسة كاناكاريا، في حين أزيلت اللوحات الجدارية المسماة يوم القيامة وشجرة عيسى من الجدران الشمالية والجنوبية لدير أنتيفوتيس، التي بنيت بين القرن 12 و15. ويعود بعض اللوحات الجدارية التي عثر عليها في حوزة ديكمان إلى القرنين 11 و12 لكنيسة باناجيا بيرجامينيوتيزا في أكانتو، والتي جُردت تمامًا من اللوحات الجدارية المزخرفة.
وفقًا لادعاء القبارصة اليونانيين، فقد حولت ما لا يقل عن 55 كنيسة منذ 1974 إلى مساجد، وكذلت وتم تحويل 50 كنيسة وديرًا أخرى إلى اسطبلات أو متاجر أو نزل أو متاحف أو تم هدمها. ووفقًا للمتحدث باسم الحكومة لجمهورية شمال قبرص التركية الفعلية، فقد تم القيام بذلك لمنع المباني من الانهيار بعد خرابها.
في يناير 2011 أعاد المغني البريطاني بوي جورج أيقونة المسيح من القرن الثامن عشر إلى كنيسة قبرص التي اشتراها دون معرفة أصلها. تم نهب الأيقونة التي كانت تزين منزله لمدة 26 عامًا من كنيسة خرالمبوس من قرية نيوخوريو، بالقرب من كيثيريا في 1974. وقد انتبه مسؤولو الكنيسة بوجود الأيقونة خلال مقابلة تلفزيونية مع بوي جورج في منزله. فاتصلت الكنيسة بالمغني الذي وافق على إعادة الأيقونة في كنيسة القديسين قُزما ودميان في هايغيت شمال لندن.

## وجهات النظر والأحكام

### قبارصة يونانيين
زعم القبارصة اليونانيون أن التدخل التركي والإجراءات اللاحقة ماهي إلا خدع دبلوماسية، أدارها متطرفون أتراك قوميون لتبرير القومية التركية التوسعية. كما انتقدوا الفشل الملحوظ للتدخل التركي في تحقيق أو تبرير أهدافه المعلنة (حماية سيادة جمهورية قبرص وسلامتها واستقلالها)، زاعمين أن نوايا تركيا منذ البداية كانت إنشاء دولة شمال قبرص.
وأدان القبارصة اليونانيون وحشية الغزو التركي، ومنها على سبيل المثال لا الحصر المستويات المرتفعة للاغتصاب واغتصاب الأطفال والتعذيب. وأكد القبارصة اليونانيون أنه في 1976 و 1983 وجدت تركيا مذنبة من قبل المفوضية الأوروبية لحقوق الإنسان لارتكاب انتهاكات متكررة للاتفاقية الأوروبية لحقوق الإنسان.
كما ادعى القبارصة اليونانيون أن الموجة الثانية من الغزو التركي التي حدثت في أغسطس 1974، كانت بعد انهيار المجلس العسكري اليوناني في 24 يوليو 1974 واستعادة الحكومة الديمقراطية لجمهورية قبرص تحت قيادة غلافكوس كليريدس، ولا يوجد مبرر للتدخل كما كان الحال مع الموجة الأولى من الغزو التركي الذي أدى إلى انهيار المجلس العسكري.
كما تم انتقاد تمركز 40 ألف جندي تركي في شمال قبرص بعد الغزو في انتهاك لقرارات الأمم المتحدة.
قرار مجلس الأمن التابع للأمم المتحدة رقم 353 الذي كان بالإجماع في 20 يوليو 1974، ردًا على الغزو التركي لقبرص، طالب المجلس بالانسحاب الفوري لجميع العسكريين الأجانب الموجودين في جمهورية قبرص بما يتعارض مع الفقرة 1 من ميثاق الأمم المتحدة.
وأعلن قرار مجلس الأمن رقم 360 التابع للأمم المتحدة، الصادر في 16 أغسطس 1974، احترامه لسيادة جمهورية قبرص واستقلالها وسلامة أراضيها، وسجل رسميًا رفضه للأعمال العسكرية أحادية الجانب التي اتخذتها تركيا ضدها.

### قبارصة أتراك
اقتبس الرأي القبرصي التركي عن الرئيس المطران مكاريوس الثالث بعدما أطاح به المجلس العسكري اليوناني في انقلاب 1974، والذي عارض إينوسيس سريع (الاتحاد بين قبرص واليونان). ووصف في خطابه أمام مجلس الأمن الانقلاب الذي أزاحه بغزو اليونان لقبرص، وذكر أنه لا توجد آفاق للنجاح في المحادثات الهادفة إلى حل الوضع بين القبارصة اليونانيين والأتراك. وطالما كان قادة الانقلاب برعاية ودعم اليونان في السلطة.
في القرار رقم 573 أيد مجلس أوروبا شرعية الموجة الأولى من الغزو التركي الذي حدث في يوليو 1974، وفقًا للمادة 4 من معاهدة الضمان لسنة 1960، التي تسمح لتركيا واليونان والمملكة المتحدة للتدخل العسكري من جانب واحد في فشل الرد متعدد الأطراف على الأزمة في قبرص.

## نتائج التدخل العسكري
شارك القبارصة اليونانيون المستائين من عدم وقف الولايات المتحدة التدخل العسكري التركي في مظاهرات وأعمال شغب أمام السفارة الأمريكية. واغتيل السفير رودجر ديفيز أثناء الاحتجاجات على يد قناص من مجموعة منظمة إيوكا-ب المتطرفة.

### إعلان جمهورية شمال قبرص التركية

علم قبرص الشمالية, التي يعترف بها إلا تركيا.

1983 - أعلن برلمان قبرص التركي استقلال الجمهورية التركية لشمال قبرص. وفور هذا الإعلان عقدت بريطانيا اجتماعاً لمجلس الأمن التابع للأمم المتحدة لإدانة الإعلان باعتباره باطلاً قانونياً. اعتبر قرار مجلس الأمن التابع للأمم المتحدة رقم 541 (1983) أن محاولة إنشاء الجمهورية التركية لشمال قبرص غير صحيحة وستساهم في تفاقم الوضع في قبرص. ومض قائلًا: يعتبر الإعلان المشار إليه أعلاه باطلاً قانونياً وتدعو إلى سحبه.
في العام التالي أدان قرار الأمم المتحدة رقم 550 (1984) تبادل السفراء بين تركيا والجمهورية التركية لشمال قبرص، وأضاف أن مجلس الأمن يعتبر محاولات تسوية أي جزء من فاروشا من قبل أشخاص غير سكانها غير مقبولة ويدعو إلى لنقل هذه المنطقة إلى إدارة الأمم المتحدة. لم تمتثل تركيا ولا جمهورية شمال قبرص التركية لتلك القرارات ولا تزال فاروشا غير مأهولة. وفي سنة 2017 أعيد افتتاح شاطئ فاروشا ليستخدمه الأتراك حصريًا (القبارصة الأتراك والمواطنون الأتراك).
وفي 22 يوليو 2010 قررت محكمة العدل الدولية التابعة للأمم المتحدة أن «القانون الدولي لا يتضمن أي حظر على إعلانات الاستقلال». رداً على هذا التوجيه غير الملزم قانوناً، قال وزير الخارجية الألماني غيدو فيسترفيله إنه لا علاقة له بأي حالات أخرى في العالم بما في ذلك قبرص، في حين ذكر بعض الباحثين أن قرار محكمة العدل الدولية قدم للقبارصة الأتراك خيارًا للاستفادة منه.

### المباحثات المستمرة

علم مقترح لجمهورية قبرص المتحدة قدمه كوفي أنان

لم يتم تنفيذ قرارات مجلس الأمن التابع للأمم المتحدة بشأن الانسحاب الفوري غير المشروط لجميع القوات الأجنبية من الأراضي القبرصية والعودة الآمنة للاجئين إلى ديارهم من قبل تركيا والجمهورية التركية لشمال قبرص. ودافعت تركيا وجمهورية شمال قبرص عن موقفيهما، مشيرين إلى أن أي انسحاب من هذا القبيل كان سيؤدي إلى استئناف القتال والقتل بين الطوائف.
وقد أوقفت المفوضية السامية للأمم المتحدة لشؤون اللاجئين في 1999 أنشطتها في مساعدة المهجرين داخليًا في قبرص.
وكانت المفاوضات تدور حول حل لمشكلة قبرص بين الحين والآخر منذ 1964. وقد كان المجتمع الدولي ينظر إلى الجانب القبرصي التركي خلال الفترة مابين 1974 و 2002، باعتباره الطرف الرافض لحل متوازن. ولكن بدءًا من 2002 انقلب الوضع وفقًا لمسؤولين أمريكيين وبريطانيين، بعدما رفض الجانب القبرصي اليوناني خطة كانت ستدعو إلى حل جمهورية قبرص دون ضمانات بإزالة قوات الاحتلال التركية. وفي استفتاء قبل القبارصة الأتراك خطة أنان الأخيرة لإعادة توحيد الجزيرة التي أقرتها الولايات المتحدة والمملكة المتحدة وتركيا. ولكن رفضها القبارصة اليونانيين بأغلبية ساحقة في استفتاء مواز، بعد أن حثت القيادة القبرصية اليونانية والكنيسة الأرثوذكسية اليونانية على أن يصوت السكان اليونانيون بـ «لا».
رفض القبارصة اليونانيون خطة التسوية التي اقترحها الأمين العام للأمم المتحدة كوفي عنان لتسوية النزاع القبرصي في استفتاء 24 أبريل 2004، بهامش ثلاثة إلى واحد. ووافق عليها القبارصة الأتراك بهامش اثنين إلى واحد في استفتاء منفصل ومتزامن، وكانت الخطة إنشاء جمهورية قبرص المتحدة تتكون من دولة مكونة من القبارصة اليونانيين ودولة تأسيسية للقبارصة الأتراك مرتبطة بحكومة اتحادية. أكثر من نصف القبارصة اليونانيين الذين شردوا في 1974 وذريتهم ستعاد ممتلكاتهم إليهم وسيعيشون فيها تحت الإدارة القبرصية اليونانية في غضون فترة تتراوح من 3.5 إلى 42 شهرًا بعد دخول المستوطنة حيز النفاذ. بالنسبة لأولئك الذين لا يمكن إعادة ممتلكاتهم، سيحصلون على تعويض نقدي. بالإضافة إلى ضمان جني الجزيرة بأكملها فوائد دخولها إلى الاتحاد الأوروبي في 1 مايو.

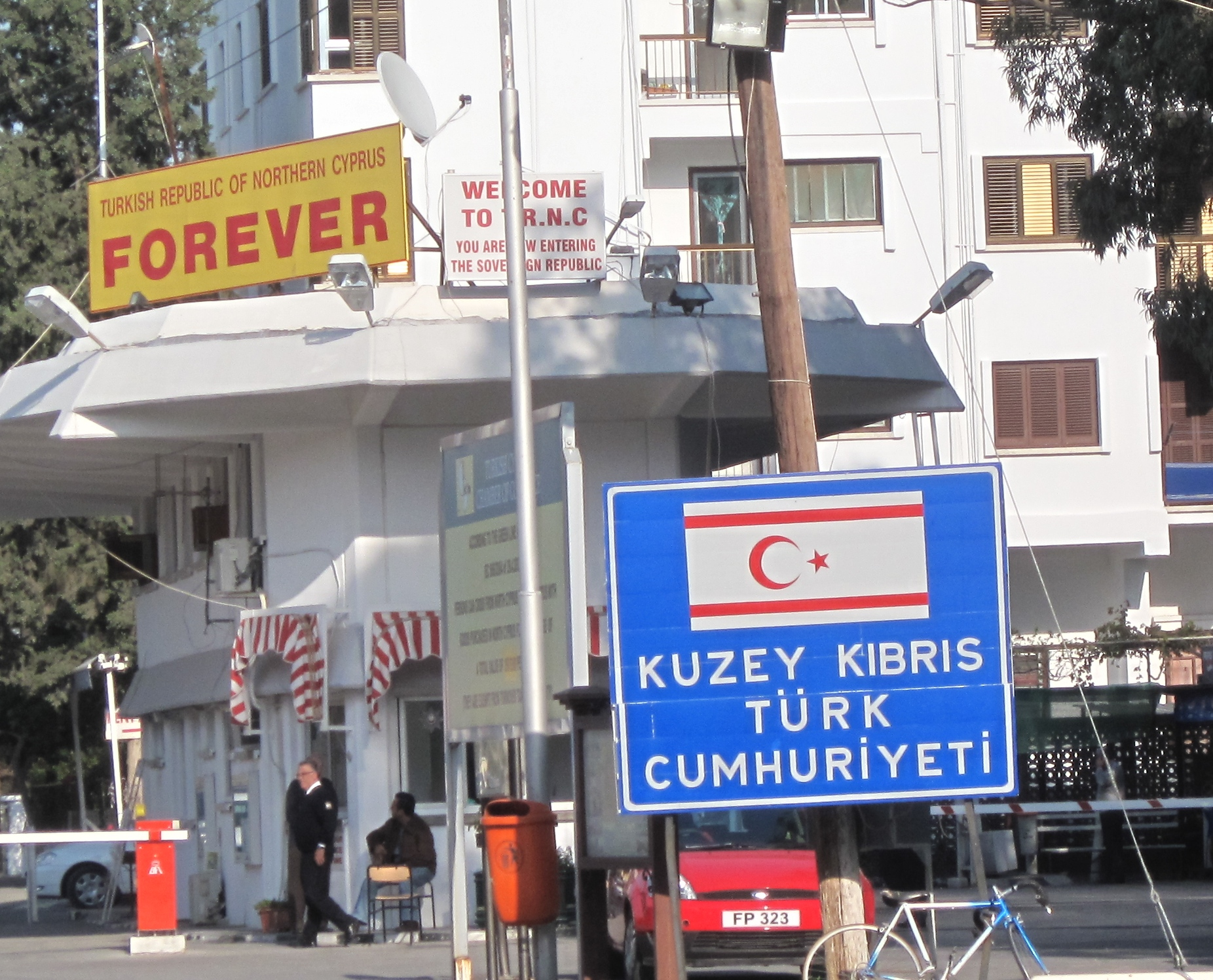
الجمهورية التركية لشمال قبرص

دخلت الجزيرة إلى الاتحاد الأوروبي في 1 مايو 2004 وهي مقسمة، على الرغم من أن مكتسبات الاتحاد الأوروبي - مجموعة الحقوق والالتزامات المشتركة - تنطبق فقط على المناطق الخاضعة لسيطرة الحكومة المباشرة، ومعلقة في المناطق التي يحتلها الجيش التركي ويديرها القبارصة الأتراك. ومع ذلك فإن الأفراد القبارصة الأتراك القادرين على توثيق أهليتهم للحصول على جنسية جمهورية قبرص يتمتعون قانونًا بنفس الحقوق الممنوحة للمواطنين الآخرين في دول الاتحاد الأوروبي. تواصل حكومة القبارصة اليونانيين في نيقوسيا معارضة جهود الاتحاد الأوروبي لإقامة روابط تجارية واقتصادية مباشرة مع جمهورية شمال قبرص التركية كوسيلة لتشجيع المجتمع القبرصي التركي على مواصلة دعم حل النزاع القبرصي.

### المستوطنون الأتراك

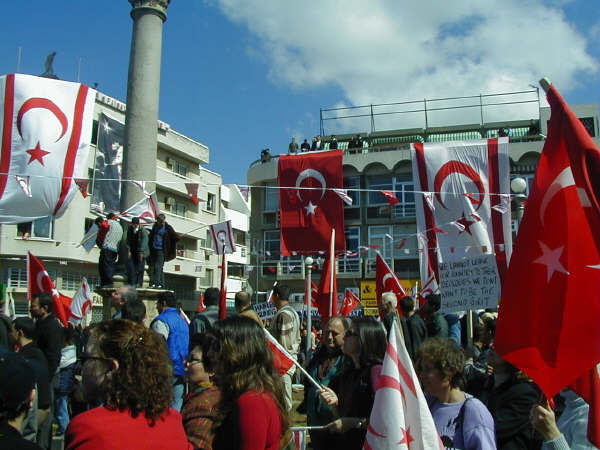
ساحة أتاتورك, شمال نيقوسيا

نتيجة للغزو التركي صرحت الجمعية البرلمانية لمجلس أوروبا باستمرار تغيير الهيكل الديموغرافي للجزيرة بسبب سياسة الأتراك المتعمدة. بعد احتلال شمال قبرص بدأ مستوطنون مدنيون من تركيا يصلون إلى الجزيرة. على الرغم من عدم وجود توافق في الآراء بشأن الأرقام الدقيقة، إلا أن جميع الأطراف المعنية اعترفت بأن الرعايا الأتراك بدأوا في الوصول إلى الجزء الشمالي من الجزيرة منذ 1975. وقيل أن أكثر من 120,000 مستوطن قدم إلى قبرص من البر الرئيسي لتركيا. كان هذا انتهاكًا للمادة 49 من اتفاقية جنيف الرابعة التي تحظر على المحتل نقل أو ترحيل أي من السكان المدنيين إلى أرض محتلة.
طالب قرار الأمم المتحدة 1987/19 "للجنة الفرعية لمنع التمييز وحماية الأقليات"، الذي تم اعتماده في 2 سبتمبر 1987 "بالاستعادة الكاملة لجميع حقوق الإنسان لجميع سكان قبرص، ومنها حرية التنقل والاستيطان والحق في الملكية وأعرب عن قلقه إزاء سياسة وممارسات زرع المستوطنين في الأراضي المحتلة من قبرص والتي تشكل شكلاً من أشكال الاستعمار ومحاولة تغيير التركيبة السكانية في قبرص بشكل غير قانوني.
في تقرير أعده ميت هاتاي نيابة عن PRIO (معهد أبحاث السلام في أوسلو)، قدر أن عدد سكان البر الرئيسي التركي في الشمال الذين مُنحوا حق التصويت هو 37000. إلا أن هذا الرقم لا يشمل سكان البر الرئيسي المتزوجين من القبارصة الأتراك أو الأطفال البالغين من المستوطنين في البر الرئيسي وكذلك جميع القصر. ويقدر التقرير أيضًا عدد سكان البر الرئيسي الأتراك الذين لم يتم منحهم حق التصويت والذين وصفهم بأنهم عابرون، بنحو 105 آلاف آخرين.

### حظر الأسلحة الأمريكية على تركيا وجمهورية قبرص
بعد الأعمال العدائية في 1974 طبقت الولايات المتحدة حظر أسلحة على كل من تركيا وقبرص. تم رفع الحظر عن تركيا بعد ثلاث سنوات من قبل الرئيس جيمي كارتر في حين ظل الحظر المفروض على قبرص ساري المفعول لفترة طويلة، بعد أن تم تطبيقه مؤخرًا في 18 نوفمبر 1992. وفي ديسمبر 2019 رفع الكونجرس الأمريكي حظر توريد الأسلحة إلى قبرص. وفي 2 سبتمبر 2020 قررت الولايات المتحدة رفع الحظر المفروض على بيع البضائع العسكرية غير الفتاكة إلى قبرص لمدة عام واحد بدءًا من 1 أكتوبر.

## قراءات إضافية